# Halas István
Halas István (Halász István) (Budapest, 1954. február 10. –) magyar fotóművész, egyetemi tanár.

## Életpályája
1972–1975 között a Szépművészeti Múzeum könyvtárában dolgozott. 1975–1977 között a Magyar Nemzeti Galéria fotósa volt. 1977-ben fényképész szakiskolát végzett. 1977–1979 között a Pannónia Filmstúdió fotósaként tevékenykedett. 1979-ben a Magyar Távirati Iroda fotósa is volt. 1979-től szabadúszó fotóművész. 1991 óta a Magyar Köztársaság Művészeti Alap tagja, valamint az Egyesült Képek Egyesülete alapító-elnöke. 1991–2011 között a Nagy Bálint és Társai Építészeti Iroda művészeti tanácsadója volt. 2010–2018 között a Novus művészeti iskolák oktatója volt. 2017–2019 között a Budapesti Metropolitan Egyetem oktatója volt. 2019-től a Lumière Filmiskola tanára.
Rajzokat és videókat is készít.

## Kiállításai
| - 1974-1975, 1978, 1980, 1983-1987, 1990, 1994, 1996-1998, 2000-2001, 2004-2005, 2010-2011, 2013, 2015-2016 Budapest - 1986, 2001 Párizs - 1987 Szombathely - 1989, 1993 Székesfehérvár - 1996 Veszprém, Bukarest - 2004 Brüsszel | - 1975-1976, 1979, 1982, 1986-1987, 1989-1990, 1992-1995 Budapest - 1982 Salgótarján - 1987 Boston, Székesfehérvár, Tatabánya, Amszterdam - 1988 Berlin, Székesfehérvár - 1990 Svájc - 1991 Kaposvár - 1994 Hamburg, Dunaújváros - 1995, 1997 Pécs - 1996 Győr - 1997 Balatonfüred - 2002 New York, Párizs - 2004 Szeged |

## Díjai
- Esztergomi Fotóbiennálé fődíja (1990)
- André Kertész-nagydíj (1999)[3]
- Balogh Rudolf-díj (2001)[3]
- Europa Nostra-díj (2003)